# Сан-Бенедикто
Сан-Бенеди́кто (исп. San Benedicto) — остров в Тихом океане, в группе островов Ревилья-Хихедо. Административно принадлежит к мексиканскому штату Колима. Площадь острова — 5,94 км².

## История
Открыт в 1779 году испанскими мореплавателями. Некоторое время имел название Санта-Тамас. В 1868 году присоединён к Мексике. С 2008 году входит в состав биосферного заповедника.

### Извержение вулкана (1952—1953)
Единственное историческое извержение Барсены началось около 8:30 утра 1 августа 1952 года из жерла Эль-Бокерон. Во время сильного вулканического извержения магнитудой 3 по шкале индекса вулканической взрывоопасности пирокластические потоки прокатились по острову. Вскоре весь остров был покрыт пеплом и пемзой высотой до 3 м (10 футов). Выброс заполнил долину между кратером Эррера и Монтикуло-Синеритико, и к 14 августа образовал конус высотой около 300 м (более 1000 футов). После нескольких месяцев небольшой активности 1 ноября 1952 года началась вторая серия извержений. 8 декабря магма прорвалась через юго-восточное основание конуса и начала стекать в море. Это продолжалось примерно до 24 февраля 1953 года. К 9 марта 1953 года большая часть активности утихла, за исключением фумарол в кратере и у разлома в его основании; лава была твердой, но все ещё сохраняла много тепла. К концу 1953 года вулкан снова бездействовал.

## География
Остров Сан-Бенедикто — самый северный в группе островов Ревилья-Хихедо. Находится примерно в 400 км к югу от полуострова Калифорния, 1223 км на запад от Мехико. Длина — 4,22 км, наибольшая ширина — 2,42 км.
Имеет вулканическое происхождение. Состоит из двух старых вулканов Хэрэра и Мантыкула-Сенерытыка и нового вулкана Барсена (310 м), который сформировался в результате извержения 1952—1953 годов. Извержение Барсены значительно повлияло на всю экологию острова.
Климат морской, тропический, достаточно влажный. Однако из-за преимущественно твёрдых базальтовых пород дождевая вода почти не проникает в почву. Постоянных источников питьевой воды нет. В центре кратера Барсены встречается понижение, где дождевые стоки формируют небольшое озеро, но только в сезон муссонов.

## Природа
И без того бедная природа острова значительно пострадала во время извержения вулкана в 1952—1953 годах. В наши дни наземная фауна представлена исключительно птицами. Флора преимущественно травянистая, редко встречаются кустарники и дикий виноград. Гораздо больший интерес представляет природный мир Тихого океана вокруг острова. Здесь встречаются акулы, дельфины, скаты-бабочки и т. д.